# Sekundarschule
Die Sekundarschule ist ein Name für verschiedene Schultypen der Sekundarbildung in verschiedenen Bildungssystemen, als weiterführende Schule nach der Primarstufe (Grundbildung). Die genaue Bedeutung des Begriffs unterscheidet sich jedoch von Ort zu Ort, so kann damit sowohl die Schule mit den höheren als auch jene mit den geringeren Anforderungen gemeint sein. Die Bezeichnung dieser Schulen entspricht den Secondary Schools des angelsächsischen Raumes.

## Deutschland

Länder mit teilintegrativen Gesamtschulen (ohne gymnasialen Zweig)

In Sachsen-Anhalt (seit 1991), in Bremen (seit 2005) und in Nordrhein-Westfalen (seit 2011) ist die Sekundarschule eine weiterführende Schule, die einer integrierten Haupt- und Realschule entspricht. Sie wird anschließend an die Grundschule nach dem vierten oder sechsten Schuljahr besucht, sofern nicht das Gymnasium besucht wird.

### Nordrhein-Westfalen
In Nordrhein-Westfalen einigte sich die Landesregierung von SPD und Grünen mit der CDU im Juli 2011 auf die Einführung einer Sekundarschule, die durch das 6. Schulrechtsänderungsgesetz vom 25. Oktober 2011 als weitere Schulform der Sekundarstufe I in das Schulgesetz NRW aufgenommen wurde (§ 17a SchulG).
Gemeinsames Lernen gibt es dabei in den Klassen fünf und sechs, dieses wird differenziert gestaltet, da kein gymnasiales Niveau für alle verpflichtend ist. Eine Oberstufe hat diese Schulform nicht, soll aber gymnasiale Standards gewährleisten.

### Berlin
In Berlin wurde 2010 mit der Schulstrukturreform die Integrierte Sekundarschule eingeführt, diese legt Haupt-, Real- und Gesamtschule zusammen.

### Niedersachsen
In Niedersachsen war die Sekundarschule ein inzwischen ausgelaufener Schulversuch (ebenfalls integrierte Haupt- und Realschule), der von der Oberschule abgelöst wurde.

### Rheinland-Pfalz
Seit 1997 gab es in Rheinland-Pfalz die Regionale Schule als formaler, nicht zwingend integrierter Zusammenschluss von Haupt- und Realschulen.
Im Schuljahr 2009/10 wurden alle diese Schulen in Realschule plus umbenannt und bis zum Schuljahr 2013/14 alle eigenständigen Hauptschulen abgeschafft, umbenannt oder mit Realschulen zusammengelegt.

### Saarland
Auch im Saarland wurde ein entsprechender Versuch zur Sekundarschule unternommen, dort fortgeführt unter dem Namen Erweiterte Realschule.

## Belgien
Alle Schüler in Belgien besuchen zunächst sechs Schuljahre die Grundschule (basisschool) und unmittelbar danach weitere sechs bis sieben Schuljahre die Sekundarschule, wobei in der Flämischen Gemeinschaft für das Alter von 6 bis 18 Jahren zwar Unterrichtspflicht, aber keine Schulpflicht besteht; Hausunterricht (huisonderwijs) ist auch möglich. Ab dem dritten Jahr im Sekundarunterricht (2. Grad) besteht Wahlmöglichkeit zwischen allgemeinbildendem, technischem, kunstbildendem oder berufsbildendem Unterricht.  Ein siebtes Sekundarschuljahr muss absolviert werden, um im berufsbildenden Unterricht die Hochschulreife zu erlangen.

## Schweiz
Sekundarschule (franz. école secondaire, ital. scuola di avviamento, rätorom. scola reala) bezeichnet:
- in einigen Deutschschweizer Kantonen und im gesamten Kanton Graubünden eine Abteilung der Sekundarstufe I für Jugendliche mit erhöhten schulischen Ansprüchen.[4] Sie dauert drei Jahre und bereitet auf Berufslehren, aber auch auf den Übertritt in das Gymnasium, die Berufsmaturitätsschule und die Fachmittelschule vor.

- in den Kanton Basel-Landschaft,[5] Basel-Stadt,[6] und Solothurn[7] mit Klassen für allgemeine, erweiterte und progymnasiale Anforderungen sowie im Kanton Zürich mit zwei oder drei Anforderungsstufen B und A bzw. C, B und A[8]

- in den Kantonen Appenzell Ausserrhoden,[9] Jura,[10] Thurgau sowie im französischsprachigen Teil des Kantons Bern als Gesamtschule geführte Schulen der Sekundarstufe I.[4]

Einen Überblick über die Bezeichnung der Schultypen der Sekundarstufe I der einzelnen Schweizer Kantone bietet die Tabelle im Abschnitt Sekundarstufe I im Artikel Bildungssystem in der Schweiz.

## Liechtenstein
Im Bildungssystem in Liechtenstein wird der Ausdruck Sekundarschule für Schulen der Sekundarstufe I verwendet. Sie dauert vier Jahre und ist in Oberschule und Realschule gegliedert. Alternativ dazu können die Jugendlichen die Unterstufe des Gymnasiums besuchen.

## Österreich
Im staatlichen Bildungssystem in Österreich ist die Schulform nicht vorhanden und der Ausdruck ungebräuchlich, es wird nur von Sekundarstufe I/II (Unter-/Oberstufe) gesprochen. In Österreich findet sich nur eine private Schule, die Wiener Montessori-Sekundarschule, eine Privatschule der Montessoripädagogik mit Öffentlichkeitsrecht. In anderen Alternativschulen findet sich die Sekundaria nur als Schulstufe.